# Shout (Tears for Fears)
Shout is een nummer van het Britse new waveduo Tears for Fears. Het is de tweede single van hun tweede studioalbum Songs from the Big Chair uit 1984. Op 23 november dat jaar werd het nummer in thuisland het Verenigd Koninkrijk, Ierland en de rest van de EU op single uitgebracht en in januari 1985 in Oceanië, Japan, de VS, Canada en Zuid-Afrika.

## Achtergrond
Men denkt dat de plaat te maken heeft met een expressietherapie, maar Roland Orzabal heeft gezegd dat het een vorm van politiek protest tegen de Koude Oorlog is.
De plaat werd een wereldwijde hit. In thuisland het Verenigd Koninkrijk bereikte de plaat de 4e positie in de UK Singles Chart en in Ierland de 5e positie, Oostenrijk de 6e, Zweden de 16e en Zuid-Afrika de 2e. In de Verenigde Staten werd de nummer 1-positie bereikt in de Billboard Hot 100. Ook in Canada, Australië, Nieuw-Zeeland, Duitsland en Zwitserland werd de nummer 1-positie bereikt.
In Nederland was de plaat op zondag 23 december 1984 de 52e Speciale Aanbieding bij de KRO op Hilversum 3 en werd een gigantische hit in de destijds drie landelijke hitlijsten op de nationale publieke popzender. De plaat bereikte de nummer 1-positie in zowel de Nederlandse Top 40, Nationale Hitparade als de TROS Top 50. In de Europese hitlijst op Hilversum 3, de TROS Europarade, werd eveneens de nummer 1-positie bereikt.
In België bereikte de plaat de nummer 1-positie in de voorloper van de Vlaamse Ultratop 50 en de 2 positie in de Vlaamse Radio 2 Top 30. In Wallonië werd géén notering behaald.
Op de plaat is de klank "ARR1" te horen, die werd ingespeeld op een Fairlight CMI.
Sinds de allereerste editie in december 1999 staat de plaat steevast genoteerd in de jaarlijkse NPO Radio 2 Top 2000 van de Nederlandse publieke radiozender NPO Radio 2, met als hoogste notering een 468e positie in 2000.

## Hitnoteringen

### Nederlandse Top 40
| Hitnotering: 12-01-1985 t/m 13-04-1985 | Hitnotering: 12-01-1985 t/m 13-04-1985 | Hitnotering: 12-01-1985 t/m 13-04-1985 | Hitnotering: 12-01-1985 t/m 13-04-1985 | Hitnotering: 12-01-1985 t/m 13-04-1985 | Hitnotering: 12-01-1985 t/m 13-04-1985 | Hitnotering: 12-01-1985 t/m 13-04-1985 | Hitnotering: 12-01-1985 t/m 13-04-1985 | Hitnotering: 12-01-1985 t/m 13-04-1985 | Hitnotering: 12-01-1985 t/m 13-04-1985 | Hitnotering: 12-01-1985 t/m 13-04-1985 | Hitnotering: 12-01-1985 t/m 13-04-1985 | Hitnotering: 12-01-1985 t/m 13-04-1985 | Hitnotering: 12-01-1985 t/m 13-04-1985 | Hitnotering: 12-01-1985 t/m 13-04-1985 | Hitnotering: 12-01-1985 t/m 13-04-1985 |
| Week                                   | 1                                      | 2                                      | 3                                      | 4                                      | 5                                      | 6                                      | 7                                      | 8                                      | 9                                      | 10                                     | 11                                     | 12                                     | 13                                     | 14                                     |                                        |
| -------------------------------------- | -------------------------------------- | -------------------------------------- | -------------------------------------- | -------------------------------------- | -------------------------------------- | -------------------------------------- | -------------------------------------- | -------------------------------------- | -------------------------------------- | -------------------------------------- | -------------------------------------- | -------------------------------------- | -------------------------------------- | -------------------------------------- | -------------------------------------- |
| Nummer                                 | 36                                     | 23                                     | 13                                     | 6                                      | 4                                      | 2                                      | 1                                      | 1                                      | 1                                      | 2                                      | 6                                      | 9                                      | 16                                     | 23                                     | uit                                    |

### Nationale Hitparade
| Hitnotering: 05-01-1985 t/m 13-04-1985 | Hitnotering: 05-01-1985 t/m 13-04-1985 | Hitnotering: 05-01-1985 t/m 13-04-1985 | Hitnotering: 05-01-1985 t/m 13-04-1985 | Hitnotering: 05-01-1985 t/m 13-04-1985 | Hitnotering: 05-01-1985 t/m 13-04-1985 | Hitnotering: 05-01-1985 t/m 13-04-1985 | Hitnotering: 05-01-1985 t/m 13-04-1985 | Hitnotering: 05-01-1985 t/m 13-04-1985 | Hitnotering: 05-01-1985 t/m 13-04-1985 | Hitnotering: 05-01-1985 t/m 13-04-1985 | Hitnotering: 05-01-1985 t/m 13-04-1985 | Hitnotering: 05-01-1985 t/m 13-04-1985 | Hitnotering: 05-01-1985 t/m 13-04-1985 | Hitnotering: 05-01-1985 t/m 13-04-1985 | Hitnotering: 05-01-1985 t/m 13-04-1985 | Hitnotering: 05-01-1985 t/m 13-04-1985 |
| Week                                   | 1                                      | 2                                      | 3                                      | 4                                      | 5                                      | 6                                      | 7                                      | 8                                      | 9                                      | 10                                     | 11                                     | 12                                     | 13                                     | 14                                     | 15                                     |                                        |
| -------------------------------------- | -------------------------------------- | -------------------------------------- | -------------------------------------- | -------------------------------------- | -------------------------------------- | -------------------------------------- | -------------------------------------- | -------------------------------------- | -------------------------------------- | -------------------------------------- | -------------------------------------- | -------------------------------------- | -------------------------------------- | -------------------------------------- | -------------------------------------- | -------------------------------------- |
| Nummer                                 | 21                                     | 11                                     | 14                                     | 4                                      | 1                                      | 1                                      | 1                                      | 1                                      | 1                                      | 2                                      | 3                                      | 7                                      | 14                                     | 27                                     | 36                                     | uit                                    |

### NPO Radio 2 Top 2000
| Nummer met noteringen in de NPO Radio 2 Top 2000 | '99 | '00 | '01 | '02 | '03 | '04 | '05  | '06 | '07  | '08 | '09  | '10  | '11 | '12  | '13  | '14  | '15  | '16  | '17 | '18  | '19  | '20  | '21 | '22  | '23 | '24 |
| ------------------------------------------------ | --- | --- | --- | --- | --- | --- | ---- | --- | ---- | --- | ---- | ---- | --- | ---- | ---- | ---- | ---- | ---- | --- | ---- | ---- | ---- | --- | ---- | --- | --- |
| Shout                                            | 511 | 468 | 577 | 623 | 927 | 905 | 1199 | 993 | 1147 | 966 | 1140 | 1034 | 967 | 1013 | 1032 | 1036 | 1087 | 1058 | 897 | 1014 | 1224 | 1082 | 943 | 1023 | 985 | 938 |

1. ↑  Een vetgedrukt getal geeft de hoogste notering aan.